# 上田祐司
上田祐司（日语： Ueda Yūji，1967年6月15日—），日本男性配音員。本名相同，現用藝名：。出身於福岡縣北九州市。身高170cm。A型血。

## 簡介
現所屬PomaRancz（2012年3月～），以前經歷ARTSVISION（出道後～2004年7月1日）→自由身→大澤事務所（2005年4月1日～2012年2月）。
以往使用本名「上田祐司」活動，2004年7月1日離開ARTSVISION成為自由身同時更改藝名（將漢字轉換成平假名）。

## 經歷
玉川大學文學院藝術學系演劇學專攻畢業。大學畢業後曾經歷舞台演出。
1996年，於1月播出的《浪客劍心》中（飾演相樂左之助）受到熱烈的歡迎。並於同年10月播出的《機動戰艦撫子號》（飾演天河明人）、《魔法提琴手》（飾演哈梅爾）中，同時在2部電視動畫獲得第一次主演。然後在《性感指令外傳 好厲害啊!! 勝先生》和《純情房東俏房客》中也擔當主演。
1997年，《神奇寶貝》動畫開播後，擔任要角小剛及各種神奇寶貝（武藏的果然翁、小智的魔牆人偶、火球鼠、蜥蜴王、烈焰猴及甲賀忍蛙）的聲音，並於2000年暑假期間（第158話～第163話）負責片尾曲的主唱。
2005年，在戰後60週年紀念電影動畫《明天也要精神百倍！ ～一半的甘薯～》中與上戶彩一起配音主演。
2011年，在超級機器人大戰系列20週年紀念作品《第2次超級機器人大戰Z》中飾演主角克羅烏·布魯斯托。

## 特色
音域寬廣、變聲幅度很大。早年以演繹正統作品中的美型男子類角色居多。此外，導演長濱博史評他「憑尖銳的聲音從熱血男子漢型到妖艷型角色、冷酷無情型、強力搞笑型皆能夠勝任，而且也能歌唱，還有音響監督田中一也說他是全方位的配音員，其戲路也因此多種多樣。
在《劇場版 機動戰士鋼彈00 -A wakening of the Trailblazer-》角色比利·卡塔姬里的名台詞中，發揮了其角色的存在感。動畫導演水島精二稱上田是個經常神出鬼没的人，並認為「哦哦，太神奇了」，那個人就是上田祐司。
除了出現在電視廣告旁白的工作之外，也有為企業吉祥物配音。

## 人物
家裡是音樂世家，從小受過小提琴演奏教育。在《魔法提琴手》的角色歌曲CD中，他負責唱歌和彈奏小提琴。特長是拉小提琴、油畫及水彩畫。在《蜂蜜與四葉草》中演多才多藝的學生（森田忍）的聲音時，由於本身也多才多藝，因此劇中歌的作曲及蜂蜜與四葉草的自主企劃「森田忍個展」中曾經展示自己的才藝。
小時候家住在耳鼻科附近，將來的夢想是當醫生，高中時期因為對舞台話劇和電視解說工作產生興趣而前往東京。
在動畫版《爆粗Band友》中，他演唱約翰·克勞薩二世的死亡金屬。以及作為主唱負責《搞笑漫畫日和》的片頭曲、《丸少爺》的片尾曲。至於遊戲《純愛手札》（早乙女好雄）中的壞結局主題曲「女野郎詩」，曾經被廣播節目《今天三昧○○的一天》以「心思出音」作為節目的主題介紹。
喜歡做菜，因此也被2位動畫導演大地丙太郎、佐藤龍雄稱讚，並且他的料理也記在日記上被作介紹。
國中時期曾擔任學生會長。成為配音員以前，有在日本國內和其他國家進行舞蹈公演的經驗。左撇子。音域為中高音。作為聽眾常和別人談話。而且，每年持續進行定期LIVE活動至今有10年以上。
經常閱讀心理學書籍和哲學書籍。因此平常很重視珍惜擁有自己扮演的每一個角色。
暱稱，其由來是從曾經跟他一起演《純愛手札》裡的女主角群的配音員和《神奇寶貝》裡的火箭隊的配音員（林原惠、三木真一郎、犬山犬子）及置鮎龍太郎所取的。
出道以來本來使用本名當藝名。至今改用平假名一直作為藝名是因為「祐司」這個名字常被別人誤記成「·右·司（つかさ）」。不過在他的簽名一開始一直都使用平假名。
東日本大震災發生之後，他與小野坂昌也一起進行全國巡迴的慈善活動。

## 演出
粗體字表示主要角色。

### 電視動畫
1992年
- 卡利麥羅 (1992年版)（朱利安諾）[注 3]
- 蠟筆小新（男、保育員、投遞員、邪惡超能力者）

1993年
- 妙廚老爹（學生、孝明）
- 可愛巧虎島（兔子油漆工）
- 緞帶魔法姬（倉澤）

1994年
- 卡拉OK戰士麥克次郎（日语：カラオケ戦士マイク次郎）（學生、男朋友）
- 足球小將翼J（小田和正、弓倉宣之、澤木 等）
- BLUE SEED（八重樫良樹）
- 勇者警察傑德卡（男孩子、係員）

1995年
- 愛天使傳說（風摩洋介）
- 鬼神童子ZENKI（栗林）
- 獸戰士Gulkeeva（日语：獣戦士ガルキーバ）（隊員、通行人）
- 快打旋風II V（電影導演 等）
- 淘氣小愛神（赫耳墨斯、隊長 等）
- 夢幻遊戲（亢宿、角宿） [注 4]
- 暖暖日記（夜魔王、生物）

1996年
- 少年桑塔的大冒險（日语：サンタクロースの冒険#テレビアニメ）（比爾斯）
- 機動戰艦撫子號（天河明人）
- 玩偶遊戲（キムチタクヤ）
- 聖天空戰記（萊登、吉美爾、社團社員B）
- 超者萊汀（日语：超者ライディーン）（椿聖人／雷電鳳凰）
- VS騎士檸檬汽水&40炎（小助）
- ONE DAY（望月光）
- 魔法提琴手（哈梅爾、大魔王克斯托拉）
- YAT安心！宇宙旅行（日语：YAT安心!宇宙旅行）（托米）
- 勇者指令達古王（船員）
- 浪客劍心（相樂左之助）

1997年
- 動畫加油五右衛門（日语：アニメがんばれゴエモン）（城島）
- 深海傳說MEREMANOID（日语：深海伝説MEREMANOID）（穆斯林公國士兵）
- 爆走兄弟Let's & Go!! WGP（魯奇諾）
- 橫行太保（岡本清志朗）
- 神奇寶貝（1997～2002，小剛、大和的拉達、小智的魔牆人偶、阿弘的小火龍→火恐龍、隼人的咕咕、小智的火球鼠、輝→武藏的果然翁、小智的貓頭夜鷹、奈奈的電擊怪、萌的火岩鼠 等）
- 爆笑吸血鬼'99（阿火）
- 科學情人（熊）
- MAZE☆爆熱時空（凱爾）
- 希望糰子（古田祐一）

1998年
- EAT-MAN'98（日语：EAT-MAN）（拉里）
- 白色十字架（加瀨幸一郎）
- 抓狂一族（星野虎吉）
- 丸少爺（1998～，黃助、坊、彼得〈初代〉、年輕時的托米、電波五郎、本屋〈第2代〉 等）
- 時空偵探建次君（鰻魚）
- 時空轉抄納斯卡（大門宏）
- 性感指令外傳 好厲害啊!! 勝先生（日语：セクシーコマンドー外伝 すごいよ!!マサルさん）（花中島勝）
- 青澀之戀（高橋薰）
- 超速搖搖（北條院聖斗）
- 怪博士與機器娃娃 (1997年版)（山）
- 南海奇皇（日语：南海奇皇）（旁白）
- 爆走兄弟Let's & Go!! MAX（松人志、黑衣男）
- 吹泡糖危機2040（デイリー·ウォン）
- 夢幻拉拉（義夫）
- 名偵探柯南（野口茂久）
- LET'S 努普努普（日语：LET'S ぬぷぬぷっ）（高木文男）

1999年
- 伊甸少年（史派克）
- 課長王子（佐藤〈米凱爾〉）
- 金田一少年之事件簿（藏澤光）
- 葛瑞哥來驚悚秀 -THE LAST TARIN-（日语：GREGORY HORROR SHOW）
- 十兵衛 -心形眼罩的秘密-（三本松番太郎）
- 索斯機械獸（卡爾·利希滕斯坦·施瓦茨[19]）
- 地球防衛企業（松任谷）
- 鈴鐺貓娘（1999～2001，暴連坊、暴連坊）1系列 + 特別篇4作品
- 數碼寶貝大冒險（鼻涕獸）
- 麻煩巧克力（日语：トラブルチョコレート）（哈姆哈姆）
- 日本第一的男兒魂（日语：日本一の男の魂）（吉永、水鳥、部下、人差、小林）
- 力石戰士（喜太郎）
- 甜蜜小天使 (1998年版)（青年）
- 炸彈人 彈珠人爆外傳V（王子）

2000年
- 犬夜叉（2000～2010，北條秋時、北條同學）2系列
- Ghiblies（藤卷、小門）
- 機巧奇傳（清河八郎）
- 袖珍女侍小梅（南原耕太郎）
- 六門天外（竹中忠左衛門、旁白）
- BOYS BE…（上野剛）
- 深藍救兵（安格利亞）
- 超夢重現 風雲再起！（小剛、武藏的果然翁）
- Monkey Magic（英语：Monkey Magic (TV series)）（赤月）
- 純情房東俏房客（2000～2001，浦島景太郎[20][21][22]、蘭巴·魯[23]）1系列 + 特別篇2作品[24]

2001年
- 青春草莓蛋（深江晃、東福寺東風）
- X（玖月牙曉）
- 學園戰記無量（日语：学園戦記ムリョウ）（津守八葉）
- 妙妙魔法屋（雨男）
- 通靈王（轟隆轟隆[25]、米克）
- 熱帶雨林的爆笑生活（男）
- 消防士山姆（旁白）
- 新白雪姬傳說（淡雪薰[26]）
- 逮捕令 SECOND SEASON（鄉田邦雄）
- 地球少女Arjuna（克里斯·霍肯）
- 華麗的機會（日语：チャンス〜トライアングルセッション〜）（村木）
- 破壞魔定光（椿定光）
- PaRappa the Rapper（日语：パラッパラッパー）（店長）
- 幻影天使（竹井誠）
- PROJECT ARMS（巴武士）
- PROJECT ARMS The 2nd Chapter（巴武士）

2002年
- 禁獵魔女（鳴瀨十三）
- 閃靈二人組（高村裕二）
- 週刊神奇寶貝放送局（小剛、木守宮）
- 十二國記（淺野郁也、傲濫）
- Chobits（植田弘康）
- 網球王子（芥川慈郎）
- 魯莽天使（安田太助）
- 鈴鐺貓娘Panyo Panyo（數碼惡魔）
- Heat Guy-J（日语：ヒートガイジェイ）（奇亞·弗利博恩、男）
- 神奇寶貝超世代（2002～2006，小剛、武藏的果然翁、千里的過動猿、小智的木守宮→森林蜥蜴→蜥蜴王、哈利的夢歌仙人掌、亞當的海刺龍 等）
- 神奇寶貝 Side Story（小剛、武藏的果然翁、小智的火球鼠、小智的貓頭夜鷹、小智的魔牆人偶、阿弘的火恐龍、奈奈的電擊怪、大和的拉達）
- 陸上防衛隊（浦島縣之助）
- 洛克人EXE（日暮闇太郎[27]、數字人、彩色人[27]）

2003年
- 宇宙學園（皮埃爾·瀧田）
- L/R -Licensed by Royal-（日语：L/R -Licensed by Royal-）（羅·里肯巴赫瓦克）
- 可愛巧虎島（山貓男）
- 魁!! 天兵高校（石川淳、瓦爾A、雄二、店員）
- 獸兵衛忍風帖 龍寶玉篇（臟腑）
- 可愛巧虎島（山貓男）
- PEACE MAKER鐵（市村辰之助）
- 鈴鐺貓娘Nyo（坊、美好人、巨型機器人）
- 哈姆太郎（カメハムくん）
- 鋼之鍊金術師（佐爾夫斯·J·金普利）
- 偵探學園Q（一之瀨彰彥）
- PEACE MAKER鐵（市村辰之助）
- 驚爆危機？校園篇（不破學長、森）
- 惑星奇航（AD）
- 魔法使的條件（善之助）
- 坦克王（セコインガル、騎兵A）
- 洛克人EXE AXESS（日暮闇太郎、數字人、彩色人）
- ONE PIECE（薩奇斯[28]）

2004年
- 北方戀曲 ～Diamond Dust Drops～（白石滿）
- 現視研（初代會長）
- 攻殼機動隊 S.A.C. 2nd GIG（上田）
- 次元艦隊（尾栗康平[29]）
- 十兵衛2 -西伯利亞柳生的逆襲-（三本松番太郎）
- 老師的時間（工藤雄一）
- Ride on Explet's！（日语：のってけエクスプレッツ）（Asahi）
- 爆裂天使（立場無恭平[30]）
- 怪醫黑傑克（谷川）
- BLEACH（井上昊）
- 舞-HiME（武田將士）
- 美鳥伴身邊（高見澤修一、治五郎）
- 遊☆戲☆王 怪獸之決鬥GX（綾小路充）
- 仙境傳說 THE ANIMATION（萊）
- 洛克人EXE Stream（日暮闇太郎、數字人、彩色人）

2005年
- ARIA The ANIMATION（綾小路宇土51世〈伍迪〉）
- 草莓百分百（外村宏）
- 英國戀物語艾瑪（哈金姆·阿塔瓦裡[31]）
- 武器種族傳說（龍威）
- 搞笑漫畫日和（大林一郎、馬赫涼、三藏法師、死神、本田君、北原君、班）
- 魔法少年賈修（卡爾迪歐）
- 地獄少女（柴田一）
- 喜歡就是喜歡（淺香奏司、梅谷）
- 蜂蜜幸運草（森田忍）
- 格鬥美神 武龍（日语：格闘美神 武龍）（鏑木拓郎）
- 怪傑佐羅利（新人惡魔、微菌）
- 蟲師（化野）
- 零秒出手（DT）
- 洛克人EXE BEAST（日暮闇太郎、數字人）

2006年
- ARIA The NATURAL（綾小路宇土51世〈伍迪〉）
- 櫻蘭高校男公關部（貓澤梅人）
- 搞笑漫畫日和2（企鵝介、直志的父親、魚竹中、一介、二介、三介、五介、龜、超能力乳毛、颶風之準、丸本的老師 等）
- 銀河天使2（丹麥伯爵）
- 銀魂（海老名）
- The Third ～蒼之瞳的少女～（日语：ザ・サード）（喬伊）
- 地上最強新娘（キモガリ）
- 天保異聞 妖奇士（雲七）
- 東京暴族2（日语：TOKYO TRIBE2）（Tera）
- 工作狂人（小林明久）
- 蜂蜜幸運草II（森田忍、森田司）
- 格鬥美神 武龍 REBIRTH（鏑木拓郎）
- Project BLUE 地球SOS（日语：Project BLUE 地球SOS）（詹姆斯）
- 神奇寶貝鑽石&珍珠（2006～2011，小剛、武藏的果然翁、瓢太的頭蓋龍、真司的天蝎王、真司的鴨嘴火獸→鸭嘴炎獸、小智的猛火猴→烈焰猴、小智的火球鼠→火岩鼠、小智的貓頭夜鷹、小純的飛腿郎、小智的蜥蜴王 等）
- 聲優白皮書（熊野唯）
- 洛克人EXE BEAST+（日暮闇太郎）

2007年
- 英國戀物語艾瑪 第二幕（哈金姆·阿塔瓦裡[32]）
- 大江戶火箭（耳）
- 機動戰士鋼彈00（比利·片桐[33]、德國議員）
- 地獄少女 二籠（柴田一）
- D.Gray-man（塞利姆）
- Devil May Cry（凱利）
- 零秒出手2（DT）
- 萌單（手塚直）
- 意外（鐮鼬）
- 新勇者萊汀（日语：REIDEEN）（安藤）

2008年
- ARIA The ORIGINATION（綾小路宇土51世〈伍迪〉)
- GUNSLINGER GIRL -IL TEATRINO-（克里斯蒂亞諾）
- 神薙（芳賀島老師）
- 搞笑漫畫日和3（小葉、惡魔大王、昆蟲博士、企鵝介、裴世清、大野大、宇宙人、拓矢、永遠的獵人增田、涉谷風流、住田、經理）
- 水晶之焰（日语：クリスタル ブレイズ）（亮）
- 逮捕令 全速前進（職員）
- 爆粗Band友（約翰·克勞薩二世）
- 音速少女（堅果）
- 魍魎之匣（福本巡査）

2009年
- 骷髏13 (2008年版)（丹尼爾的前僱主）
- DARKER THAN BLACK -流星之雙子-（伊利亞·索古洛夫）
- 花冠之淚（雷克多）
- 洋葱和尚朝太郎（日语：ねぎぼうずのあさたろう）（番薯的屁太郎、番薯的屁次郎、番薯的屁三郎）
- 鋼之鍊金術師 FULLMETAL ALCHEMIST（約翰·哈博克[34]、皮杜爾）
- Battle Spirits 少年激霸彈（克勞恩）
- RIDEBACK（菱田春樹）

2010年
- 搞笑漫畫日和+（塞尚、湯川、永倉新八、郡上八幡隼人、藤田、笹島聖斗、佩里提督、根岸、馬助、阿部）
- Keroro軍曹乙（Darere）
- 世紀末超自然學院（岡本健吾）
- 無頭騎士異聞錄 DuRaRaRa!!（那須島隆志）

2011年
- 金鋼狼 (2011年動畫)（日语：ウルヴァリン (アニメ)）（傷男）
- GOSICK（賽門·漢特）
- 決鬥大師Victory（溫泉）
- 刀鋒戰士 (2011年動畫)（阿古斯）
- 神奇寶貝鑽石&珍珠 特別篇（小剛）
- 惡魔阿薩謝爾在召喚你（藤崎）

2012年
- 元氣少女緣結神（青年）
- 花牌情緣（村尾慎一）
- 決鬥大師Victory V（下呂清太、太平洋、骨格標本、鬼斗、鬼無雙凱撒「勝」）
- 夏目友人帳 肆（小天狗）
- 神奇寶貝超級願望 Season 2（西子伊）

2013年
- 鋼彈創戰者（雷納多兄弟）
- KILL la KILL（伊織糸郎）
- 可愛巧虎島Wao！（丸鈴的爸爸〈佐佐木丸田〉）
- 聖鬥士星矢Ω（米拉）
- 花牌情緣2（的場老師、村尾慎一）
- 決鬥大師Victory V（溫泉）
- 八犬傳 -東方八犬異聞-（神父）
- HUNTER×HUNTER (新版)（秀托＝馬庫馬洪、小甲虫）
- 神奇寶貝XY（武藏的果然翁[35][36]、小智的呱呱泡蛙→呱頭蛙→甲賀忍蛙、寧寧的大蔥鴨、皮耶魯的鑰圈兒、小智的黏美龍、翔太的木守宮→森林蜥蜴→蜥蜴王 等）
- 神奇寶貝超級願望 Season 2 EpisodeN（小剛）
- 神奇寶貝超級願望 Season 2：杰可羅拉冒險（小剛、武藏的果然翁、花子的魔牆人偶）
- ROBOTICS;NOTES（マグヤン）

2014年
- 麵包超人（氣球藝術先生）
- 東京種（丸手齋）
- 花舞少女（哈娜·N·芳婷史坦的爸爸）
- 蟲師 續章、蟲師 特別篇「日蝕之翳」（化野[37]）

2015年
- 潮與虎（河童）
- 櫻子小姐腳下埋著屍體（內緣夫）
- SHOW BY ROCK!!（有栖川楓葉）
- 戰國無雙（前田慶次）
- DD北斗神拳2（福多）
- 東京種√A（丸手齋）
- 一拳超人（警犬俠[38]）

2016年
- 潮與虎 (第2期)（河童）
- SHOW BY ROCK!! SHORT!!（有栖川楓葉[39]、白栖川解子、楓葉的師父、無法者、手下們、策劃、導演、店員、AD、教師）
- SHOW BY ROCK!! #（有栖川楓葉[40]）
- 決鬥大師 VSRF（溫泉）
- 無頭騎士異聞錄 DuRaRaRa!!×2 結（那須島隆志）
- 信長的忍者（齋藤龍興）
- Battle Spirits Double Drive（阿扎斯）
- 精靈寶可夢 太陽&月亮（2016～2019，武藏的果然翁[41]、小智的魔牆人偶、馬瑪內的爸爸[42]、麗姿的鬃岩狼人[43]、小剛、小剛的樹才怪  等）
- 名偵探柯南（岩見進之介）
- 名偵探柯南 柯南與海老藏 歌舞伎十八番推理[[[Wikipedia:格式手册/链接#章節|錨點失效]]]（岩見進之介）

2017年
- 3月的獅子、3月的獅子2（野口英作）
- KiraKira☆光之美少女 A La Mode（加米[44]）
- 信長的忍者 ～伊勢·金崎篇～（齋藤龍興）
- 哆啦A夢 (水田山葵版)（金曲金剛）
- THE REFLECTION (动画)（戰慄之蛙、莫西干蛙）
- 水嫩小嘰!!（日语：プリプリちぃちゃん!!）（哈特那博士）
- 地獄少女 宵伽（柴田一）
- 名偵探柯南（一色和臣）

2018年
- 劍王朝（梁聯[45]）
- 新幹線戰士（2018～2019，車長寶[46]、八代伊三郎／伊邪博士）
- 東京喰種:re（丸手齋）
- 信長的忍者 ～姊川·石山篇～（齋藤龍興）
- 高分少女（布蘭卡（日语：ブランカ (ストリートファイター)））
- 深夜！天才妙老爹（日语：深夜!天才バカボン）（動畫師）
- 東京種:re (第2期)（丸手齋）

2019年
- 路人超能100 II（紅色雨衣）
- 一拳超人 (第2期)（警犬俠[47]）
- 彼方的阿斯特拉（菲利切·傑瑪）
- 這個勇者明明超TUEEE卻過度謹慎（死亡馬古拉[48]）
- 花牌情緣3（村尾慎一）
- 麵包超人（摺紙人）
- 寶可夢 旅途（鯉魚王、小智的魔牆人偶、武藏的果然翁[49]）
- 鬼太郎 (第6作)（門倉[50]）
- 毛球剛次郎（日语：けだまのゴンじろー）（速田星郎）

2020年
- SHOW BY ROCK!! 活力棉花糖!!（有栖川楓葉）
- 寶可夢 旅途（小豪的白海獅、蓮帽小童、小豪的大蔥鴨、鍬農炮蟲）
- DECA-DENCE（薩爾哥吉）

2021年
- SHOW BY ROCK!! STARS!!（楓葉）
- 寶可夢 旅途（水君）
- 通靈王（第2作）（轟隆轟隆）

2022年
- 新幹線戰士Z（八代伊三郎）

2023年
- 超超超超超喜歡你的100個女朋友（旁白）

2024年
- 夜櫻家大作戰（皮下真[51]）

2025年
- 搞笑漫畫日和GO[52]

### 電影動畫
1993年
- 機動警察2 the Movie（日语：機動警察パトレイバー the Movie）

1995年
- GHOST IN THE SHELL／攻殼機動隊（9課直昇機機師）

1996年
- （八百屋）

1997年
- 浪客劍心：給維新志士的安魂曲（相樂左之助）

1998年
- 機動戰艦撫子號 -The prince of darkness-（天河明人）
- 劇場版 神奇寶貝：超夢的逆襲（小剛）
- 皮卡丘的歡樂假期（小剛）

1999年
- 超人力霸王M78劇場 Love & Peace（日语：ウルトラマンM78劇場 Love & Peace）
- 劇場版 神奇寶貝：夢幻之神奇寶貝 洛奇亞爆誕（小智的魔牆人偶）
- 皮卡丘的探險隊（咕咕）

2000年
- 丸少爺：約定之夏 邪留與瀨見羅（黃助）
- Escaflowne（里殿）
- 劇場版 神奇寶貝：結晶塔的帝王（小剛、武藏的果然翁、小智的火球鼠、小智的貓頭夜鷹）
- 皮丘與皮卡丘（小剛、火球鼠、貓頭夜鷹）
- 劇場版 六門天外 ～傳說的火焰龍～（竹中忠左衛門、旁白）

2001年
- 星際牛仔：天國之門（李·山森[53]）
- 劇場版 神奇寶貝：雪拉比 穿梭時空的相遇（小剛、武藏的果然翁）
- 皮卡丘的心跳捉迷藏（果然翁、火球鼠）
- 劇場版 鈴鐺貓娘：星之旅（暴連坊）

2002年
- 犬夜叉：鏡中的夢幻城（北條秋時[54]、北條同學）
- 劇場版 神奇寶貝：水都的守護神 拉帝亞斯與拉帝歐斯（小剛、武藏的果然翁）
- 皮卡皮卡的星空露營（果然翁、火球鼠）
- 數碼寶貝04無限地帶：古代聖獸復活!!（龍人獸）

2003年
- 劇場版 哈姆太郎：哈姆哈姆大獎賽！極光谷的奇蹟（哈姆小子）
- 劇場版 神奇寶貝：七夜的許願星 基拉祈（小剛、武藏的果然翁）
- 神奇寶貝的跳舞秘密基地（果然翁、木守宮）

2004年
- 劇場版 神奇寶貝：裂空的訪問者 代歐奇希斯（小剛、武藏的果然翁、小智的森林蜥蜴）

2005年
- 明天也要精神百倍！ ～一半的甘薯～（喜三郎）
- 劇場版 網球王子：跡部的禮物 獻給你的網王祭（芥川慈郎）
- 劇場版 鋼之鍊金術師：森巴拉的征服者（約瑟夫）
- 劇場版 神奇寶貝：夢幻與波導的勇者 路卡利歐（小剛、武藏的果然翁、小智的森林蜥蜴）
- 洛克人EXE：光與黑暗的遺產（日语：ロックマンエグゼ 光と闇の遺産）（日暮闇太郎）

2006年
- 劇場版 動物之森（櫻島）
- 劇場版 神奇寶貝：蒼海的王子 瑪納霏（小剛、武藏的果然翁、小智的森林蜥蜴）
- 神奇寶貝3D冒險 尋找夢幻！（果然翁、森林蜥蜴）

2007年
- 劇場版 神奇寶貝：決戰時空之塔 帝牙盧卡VS帕路奇犽VS達克萊伊（小剛、武藏的果然翁）

2008年
- 劇場版 神奇寶貝：騎拉帝納與冰空的花束 潔咪（小剛、武藏的果然翁）
- GHOST IN THE SHELL／攻殻機動隊2.0（9課直昇機機師）

2009年
- 劇場版 神奇寶貝：阿爾宙斯 超克的時空（小剛、武藏的果然翁、小智的猛火猴）
- 劇場版 吹奏吧！嘉卡 ～現在就為你吹奏～（日语：ピューと吹く!ジャガー）（比利、破滅字郎）
- 棄寶之島：遙與魔法鏡（皮坎達[55]）

2010年
- 劇場版 機動戰士鋼彈00 -A wakening of the Trailblazer-（比利·卡塔姬里[56]）
- 劇場版 神奇寶貝：幻影的霸者 索羅亞克（小剛、小智的烈焰猴）
- （高野）

2012年
- 美洛耶塔的閃亮音樂會（果然翁）

2013年
- 皮卡丘與伊布好朋友（果然翁）

2014年
- Pokemon the movie XY 破壞之繭與蒂安希（武藏的果然翁、小智的呱呱泡蛙）
  - 皮卡丘，這是什麼鑰匙？（果然翁、呱呱泡蛙）

2015年
- 蠟筆小新：我的搬家物語 仙人掌大襲擊（荷西·粉麻藩）
- Pokemon the movie XY 光環的超魔神 胡帕（武藏的果然翁、小智的呱頭蛙）
  - 皮卡丘與神奇寶貝樂隊（果然翁、呱頭蛙、木守宮）

2016年
- （宗二的師傅）
- Pokemon the movie XY&Z 波爾凱尼恩與機關人偶 瑪機雅娜（小智的甲賀忍蛙／小智甲賀忍蛙）

2017年
- PEACE MAKER鐵（市村辰之助[57]）
- 劇場版 精靈寶可夢：就決定是你了！（播報員、雙彈瓦斯）

2018年
- 劇場版 神奇寶貝：大家的故事（武藏的果然翁、卡戛其的樹才怪）

2019年
- 劇場版 精靈寶可夢：超夢的逆襲 EVOLUTION（小剛）
- 劇場版新幹線戰士：來自未來的神速ALFA-X（車長寶[58]）

### OVA
1992年
- 變色龍（日语：カメレオン (漫画)）（上田健二）

1993年
- 超時空世紀歐卡斯02（特高3）
- 爆炎學園（日语：爆炎CAMPUSガードレス）（廣播）

1994年
- 我是宇宙的碳礦夫（日语：おいら宇宙の探鉱夫）（新川）
- Macross Plus

1995年
- 無責任艦長 OVA（文太、工作員）
- 樂勝！Hyper Doll（日语：楽勝!ハイパードール）（松下幸介）
- 亂馬½ SUPER 破戀洞的詛咒！吾愛永存
- 亂馬½ SUPER 邪惡的鬼（鰻魚屋）

1996年
- （梅）
- 愛天使傳說DX（日语：ウェディングピーチDX）（風摩洋介）
- 宇宙戰艦山本洋子（廣播）
- Tattoon★Master（日语：タトゥーン★マスター）（日比野火火雄）
- 轉學生（日语：転校生 (アニメ)）（津久井真一）
- 夢幻遊戲（角宿、亢宿、門番）
- BLUE SEED2（八重樫良樹）
- 爆笑吸血鬼（阿火）
- 魔法使俱樂部（愛川茜的男友3號）
- 亂馬½ SUPER 兩個小茜「亂馬，看著我！」

1997年
- 愛麗絲 in Cyberland（日语：ありす in Cyberland）（河上哲也）
- 工業哀歌排球男孩（日语：工業哀歌バレーボーイズ）（星野薰）
- Jaja馬！四重奏（日语：Jaja馬!カルテット）（夫拉卡索）
- 激鋼牙3 熱血大決戰!!（天川明人、所員、功夫機器人[59]）

1998年
- 教科書沒教的事（大樂有彥）
- 銀河英雄傳說外傳 朝之夢、夜之歌（卡爾·馮·萊夫艾澤）
- 皮卡丘的歡樂聖誕（小剛）

1999年
- 亞里沙☆GOOD LUCK（秀一）
- 太陽之船（日语：太陽の船 ソルビアンカ）（帕西）
- 純愛手札（早乙女好雄）
- BREAK-AGE（日语：BREAK-AGE）（倉田大輔）
- 皮卡丘的歡樂聖誕2000（小剛）

2000年
- 天使禁獵區（加藤故）
- 皮卡丘的歡樂聖誕2001（火球鼠、貓頭夜鷹、果然翁）
- 我們是皮丘兄弟 熱氣球騷動之卷（鴨嘴寶寶）
- 我們是皮丘兄弟 派對大騷亂！之卷（果然翁、鴨嘴寶寶）

2001年
- 破壞魔定光（椿定光）
- 玩命遊戲（齊藤一雄）
- 純情房東俏房客（浦島景太郎）
- 浪客劍心 -星霜篇-（相樂左之助）

2002年
- 魔法護士小麥（麥丸）
- 純情房東俏房客 Again（浦島景太郎[60]）

2003年
- Di Gi Charat劇場 就交給初子吧！（機器人、旁白、雨緣坊）

2004年
- 小茜的狂熱追求者（日语：アカネマニアックス〜流れ星伝説剛田〜）（梅田庵努朗）
- 魔法護士小麥Z（麥丸）
- 夫妻成長日記（小野田真）
- 皮卡丘的夏日祭典（森林蜥蜴）

2005年
- 草莓100%（外村弘）
- 蜂蜜與四葉草（森田忍）
- 皮卡丘的鬼怪狂歡節（果然翁）

2006年
- 網球王子 Original Video Animation 全國大賽篇（芥川慈郎）
- 皮卡丘的淘氣島（果然翁）

2007年
- ARIA The OVA ～ARIETTA～（綾小路宇土51世〈伍迪〉）
- 吹奏吧！嘉卡（日语：ピューと吹く!ジャガー）（比利、酒留父字郎、間池留）
- 皮卡丘探險俱樂部（果然翁）

2008年
- 機動戰士鋼彈MS IGLOO2 重力戦線（貝梅爾）
- 爆粗Band友（約翰·克勞薩二世）
- 皮卡丘冰之大冒險（果然翁）
- 舞-乙HiME 0 ～S.ifr～（布蘭金）
- 四娘物語（とも兄）

2009年
- 網球王子 ANOTHER STORY 過去與未來的訊息（芥川慈郎）
- 皮卡丘的閃亮大搜查！（猛火猴、果然翁）

2010年
- 皮卡丘的不可思議不可思議大冒險（果然翁）

2011年
- 網球王子 ANOTHER STORY II ～那時的我們（芥川慈郎）

2012年
- 網球王子 OVA5 男子漢之間的羈絆（芥川慈郎）
- 浪客劍心 新京都篇（相樂左之助[61]）[注 5]

2015年
- 東京喰種【JACK】（丸手齋[62]）

2016年
- 一拳超人 #06「過於不可能的殺人事件」（警犬俠）

### 網路動畫
- 幻影神奇寶貝的主謀者（2006年，小剛）
- 聖鬥士星矢 黃金魂 -soul of gold-（2015年，磨齒山羊 ）
- 鋼彈創鬥者 戰鬥部落（日语：ガンダムビルドファイターズの外伝）（2017年，馬利歐·雷納多、胡立歐·雷納多、賽利歐·雷納多）
- SD鋼彈世界：三國創傑傳（日语：SDガンダムワールド 三国創傑伝）（2019年，旁白[63]）

### 遊戲
1994年
- 純愛手札（早乙女好雄、外井雪之丞）
- 魔域幽靈 The Night Warriors（加倫（日语：ガロン (ヴァンパイア)）、歐魯巴斯（日语：オルバス）、薩貝爾·札洛克（日语：ザベル・ザロック））

1995年
- 魔域幽靈：獵人 Darkstalkers' Revenge（加倫、歐魯巴斯、薩貝爾·札洛克）

1996年
- （艾斯）
- 愛麗絲 in Cyberland（日语：ありす in Cyberland）（河上哲也）
- 浪客劍心 維新激鬥篇（斬左／相樂左之助）
- 恐怖校園 究明篇（日语：トワイライトシンドローム）（地下防空壕少尉、宅配大哥哥）

1997年
- EVE burst error（日语：EVE burst error）（二階堂進）
- 機動戰艦撫子號 ～最後果然還是「有愛必勝」？～（天河明人）
- QUOVADIS 2 ～星球大戰奧凡·雷～（日语：QUOVADIS 2〜惑星強襲オヴァン・レイ〜）（西德·加森）
- 私立正義學園 LEGION OF HEROES（澤村將馬、榮二的後輩A）
- 快打旋風III 2nd IMPACT（尤里安（日语：ユリアン (ストリートファイター)））
- 天外魔境 第四默示錄（日语：天外魔境 第四の黙示録）（蘇卡·伍爾夫）
- 古墓奇兵（牛仔）
- 魔域幽靈：救世主 The Lord of Vampire（加倫、歐魯巴斯、薩貝爾·札洛克）
- 魔域幽靈：救世主2 The Lord of Vampire（加倫、歐魯巴斯、薩貝爾·札洛克）
- 魔域幽靈：獵人2 Darkstalkers' Revenge（加倫、歐魯巴斯、薩貝爾·札洛克）
- 魔城戮戰 ～四個封印～（伊旺）
- 龍機傳承2（司西爾·古拉那達）
- 浪客劍心 十勇士陰謀篇（相樂左之助）

1998年
- 戀愛物語 特別篇 ～戀愛與魔法的學園生活～（日语：エーベルージュ）（內特·肯德曼）
- 戀愛物語2（羅爾夫·內克）
- 火星物語（日语：火星物語）（納拉罕）
- 機動戰艦撫子號 The blank of 3years（天河明人）
- 金田一少年之事件簿 星見島 悲哀的復仇鬼（辰巳伸也、角野幸夫）
- 星海遊俠2 二次進化（古羅德·C·肯尼）
- 快打旋風ZERO3（布蘭卡（日语：ブランカ (ストリートファイター)）、巴洛克）
- 異域神兵（比利·李·布萊克）
- 仙窟活龍大戰（日语：仙窟活龍大戦カオスシード）（主人翁）
- Dancing Blade 任性桃天使！（猿吉）
- 聖龍戰記II（克里夫特）
- 虹色閃爍 ～咕嚕咕嚕大作戰～（雷德）
- NOëL ～La neige～（日语：NOeL）（學生）
- （水樹慎）
- 神奇傳說（日语：ファーランドシリーズ）（里昂）
- 漫威 vs. 卡普空 CLASH OF SUPER HEROES（日语：MARVEL VS. CAPCOM CLASH OF SUPER HEROES）（早乙女陣、出擊飛龍）

1999年
- 亞克傳承III（日语：アークザラッドIII）（魯茨·卡奈克）
- 夢幻騎士（奧斯卡·李維斯）
- 感應少年EIJI（江川徹 ）
- 西遊記（孫悟空）
- 私立正義學園 熱血青春日記2（澤村將馬）
- 戰國美少女II：春風之章（渡瀨四郎）
- Dancing Blade 任性桃天使！II ～Tears of Eden～（猿吉）
- 貓侍（太一）
- Refrain Love 2（日语：リフレインラブ#リフレインラブ2）（宮之陣）

2000年
- CAPCOM VS. SNK MILLENNIUM FIGHT 2000（日语：カプコン バーサス エス・エヌ・ケイ ミレニアムファイト 2000）（布蘭卡、巴洛克）
- 召喚夜響曲（ジンガ）
- 聖戰士鄧拜音 聖戰士傳說（井澤俊二）
- 超剛戰紀機界王（日语：超鋼戦紀キカイオー）（早乙女陣）[注 6]
- 仙界大戰 ～來自TV ANIMATION 仙界傳封神演義～（蒼尚〈烈破蒼尚寵兒〉）
- 絕命保鑣（無月）
- 漫威 vs. 卡普空2 英雄們的新世紀（日语：MARVEL VS. CAPCOM 2 NEW AGE OF HEROES）（早乙女陣、出擊飛龍）
- 瑪利歐藝術家：天才工作室（日语：マリオアーティストシリーズ）（TALENT VOICES〈♂藝人的聲音〉）
- 燃燒吧！正義學園（澤村將馬）
- 純情房東俏房客 情話綿綿（浦島景太郎）
- 純情房東俏房客2 ～聖誕特輯～（浦島景太郎）

2001年
- 艾西亞（日语：アイシア）（新見翔）
- CAPCOM VS. SNK 2 MILLIONAIRE FIGHTING 2001（日语：CAPCOM VS. SNK 2 MILLIONAIRE FIGHTING 2001）（布蘭卡、巴洛克）
- CAPCOM VS. SNK MILLENNIUM FIGHT 2000 PRO（布蘭卡、巴洛克）
- 夢幻騎士II（奧斯卡·李維斯）
- 召喚夜響曲2（日语：サモンナイト2）
- 仙界通錄正史 ～來自TV ANIMATION 仙界傳封神演義～（蒼尚、燃燈道人）
- 任天堂明星大亂鬥DX（果然翁、火球鼠）
- Phantom -PHANTOM OF INFERNO-（志賀透）

2002年
- 小茜的狂熱追求者（日语：アカネマニアックス〜流れ星伝説剛田〜）（梅田庵努朗）
- X ～命運的選擇～（玖月牙曉）
- 銀河天使（達克特·麥亞茲）
- 聖騎士之戰XX（日语：GUILTY GEAR XX）（薩帕（日语：ザッパ (GUILTY GEAR)））
- 通靈王 Spirit of Shaman（轟隆轟隆、米克）
- 通靈王 超·占事略決3（轟隆轟隆）
- 超級機器人大戰IMPACT（日语：スーパーロボット大戦IMPACT）（天河明人）
- ZOIDS VS.（日语：ZOIDS VS.シリーズ）（卡爾·李希登·修拔茲、讓·菲爾）
- 魯莽天使（安田太助）

2003年
- 機動戰士鋼彈 宇宙相逢（日语：機動戦士ガンダム めぐりあい宇宙）（弗特·羅姆菲洛）
- （千頭貴行、千頭雅行）
- 銀河天使 Moonlit Lovers（達克特·麥亞茲）
- 聖騎士之戰XX #RELOAD（薩帕）
- 式神之城II（日语：式神の城）（羅傑·佐助）
- 通靈王 Soul Fight（轟隆轟隆、米克）
- 十二國記 -紅蓮之標 黃塵之路-（日语：十二国記 -紅蓮の標 黄塵の路-）（淺野郁也）
- 半熟英雄對3D（日语：半熟英雄）（海波力哥大將軍·四次元皇帝）
- 洛克人EXE Transmission（日语：ロックマンエグゼ トランスミッション）（日暮闇太郎、色彩人）
- 網球王子2003 COOL BLUE & PASSION RED（日语：テニスの王子様2003 COOL BLUE & PASSION RED）（芥川慈郎）[注 7]

2004年
- 銀河天使 Eternal Lovers（達克特·麥亞茲）
- 決戰III（前田慶次）
- 通靈王 堅定之魂（轟隆轟隆）
- JACKIN（肯）
- 十二國記 -顯赫的王道 紅綠的羽化-（日语：十二国記 -赫々たる王道 紅緑の羽化-）（淺野郁也）
- 超級機器人大戰MX（天河明人）
- 戰國無雙（前田慶次）
- 戰國無雙 猛將傳（前田慶次）
- 機獸新世紀Infinity（日语：ゾイドインフィニティ）（卡爾·李希登·修拔茲、讓·菲爾）
- 網球王子 最強隊伍（日语：テニスの王子様 (ゲーム)）（芥川慈郎）
- 網球王子2004 Stylish Silver & Glorious Gold（日语：テニスの王子様2004 Stylish Silver & Glorious Gold）（芥川慈郎）[注 8]
- 網球王子 2005 CRYSTAL DRIVE（芥川慈郎）
- 天誅 紅
- 轉生學園幻蒼錄（日语：転生學園幻蒼録）（若林誠）
- 吹奏吧！嘉卡 明日的跳躍（日语：ピューと吹く!ジャガー）（比利）

2005年
- Another Century's Episode（天河明人）
- 武器種族傳說 -翠風之劍-（龍威）
- 機動戰士鋼彈SEED DESTINY GENERATION of C.E.（日语：機動戦士ガンダムSEED DESTINY GENERATION of C.E.）（傑斯·里布爾）
- 聖騎士之戰XX（薩帕）
- 聖騎士之戰- SLASH-（薩帕）
- 激·戰國無雙（日语：激・戦国無双）（前田慶次）
- 魔法少年賈修 友情的電撃 Dream Tag Tournament（日语：金色のガッシュベル!! うなれ!友情の電撃 ドリームタッグトーナメント）（卡爾迪歐）
- 召喚夜響曲 鑄劍物語 ～起源之石～（特拉姆、波沃倫）
- 式神之城 七夜月幻想曲（羅傑·佐助）
- 超級機器人大戰MX 攜帶版（天河明人）
- 網球王子 學園祭的王子（芥川慈郎）
- NANA（高倉京助）
- NAMCO x CAPCOM（克里諾·山卓、薩貝爾·札洛克）
- 公主協奏曲（日语：プリンセスコンチェルト）（阿爾弗雷特）
- 夜刀姬斬鬼行（日语：夜刀姫斬鬼行）（速見廣樹）

2006年
- Another Century's Episode 2（天河明人）
- ARIA The NATURAL～遙遠記憶之幻象～（綾小路宇土51世〈伍迪〉）
- 機動戰士鋼彈 吉翁之魂（日语：機動戦士ガンダム スピリッツオブジオン）（弗特·羅姆菲洛）
- 銀河天使2 絕對領域之門（日语：ギャラクシーエンジェルII）（達克特·麥亞茲）
- 聖騎士之戰XX Λ CORE -ACCENT CORE-（薩帕）
- 式神之城III（羅傑·佐助）
- 戰國無雙2（前田慶次、佐佐木小次郎）
- 戰國無雙2 Empires（前田慶次、佐々木小次郎）
- 數碼寶貝 拯救隊外傳任務（日语：デジモンセイバーズ アナザーミッション）（神樂司）
- 轉生學園月光錄（若林誠）
- 純愛手札 Girl's Side 2nd Kiss（真咲元春)
- 九十九夜（奈尾）
- 任俠傳 渡世人一代記（油坪的豚松、花魁的智七）
- finaist（日语：ふぁいなりすと）（佐野真吾）
- 藍龍 Xbox 360（戴斯洛）
- 浪客劍心 炎上！京都輪廻（相樂左之助）

2007年
- Another Century's Episode 3 THE FINAL（天河明人）
- SD鋼彈 G世代 SPIRITS（弗特·羅姆菲洛）
- 櫻蘭高校男公關部（猫澤梅人）
- （黃助、坊）
- 戰國無雙2 猛將傳（前田慶次、佐佐木小次郎）
- 戰國無雙KATANA（日语：戦国無双KATANA）（前田慶次）
- 純真傳奇（斯巴達·貝魯福爾瑪／杜蘭達爾）
- 網球王子 ～心動野外生存～ 海邊的秘密（芥川慈郎）
- 網球王子 CARD HUNTER（芥川慈郎）
- 龍騎士之歌（日语：ドラグナーズアリア 竜が眠るまで）（傑瑞德·布雷因）
- 全民高爾夫5（基德）
- 無雙OROCHI（前田慶次）

2008年
- ARIA The NATURAL ～藍色行星的天空～（綾小路宇土51世〈伍迪〉）
- 快打旋風IV（布蘭卡）
- 超級機器人大戰A 攜帶版（天河明人）
- 皇冠之淚 花冠大地（日语：ティアーズ・トゥ・ティアラ 花冠の大地）（雷克多）
- 任天堂明星大亂鬥X（果然翁）
- 純愛手札 Girl's Side 2nd Kiss 2nd Season(真咲元春)
- 無雙OROCHI 魔王再臨（前田慶次、佐佐木小次郎）

2009年
- 乙女（中村浩介）
- 銀河天使2 永劫回歸之時（達克特·麥亞茲）
- 戰國無雙3（前田慶次）
- 皇冠之淚外傳 -阿瓦隆之謎-（日语：ティアーズ・トゥ・ティアラ 花冠の大地）（雷克多）
- 時空幻境 世界傳奇 閃耀神話2（日语：テイルズ オブ ザ ワールド レディアント マイソロジー2）（斯巴達·貝魯福爾瑪）
- 鋼之鍊金術師 FULLMETAL ALCHEMIST -曉之王子-（約翰·哈博克）
- 鋼之鍊金術師 FULLMETAL ALCHEMIST -黃昏的少女-（約翰·哈博克）
- 緋色的碎片 新玉依姬傳承（諏訪恭介、諏訪鉄平）
- 最終幻想XIII（艾磨達曹長）
- 神奇寶貝樂園Wii ～皮卡丘的大冒險～（日语：ポケパークWii 〜ピカチュウの大冒険〜）（黃助 等）
- 無雙OROCHI Z（前田慶次、佐佐木小次郎）

2010年
- 超級快打旋風IV（布蘭卡）
- 網球王子 熱烈校慶的王子 -More Sweet Edition-（芥川慈郎）

2011年
- Another Century's Episode Portable（天河明人）
- ULTIMATE MARVEL VS. CAPCOM 3（日语：MARVEL VS. CAPCOM 3 Fate of Two Worlds）（出擊飛龍）
- 戰國無雙3 猛將傳（前田慶次）
- 戰國無雙3 Z（前田慶次）
- 戰國無雙3 Empires（前田慶次）
- 戰國無雙 Chronicle（前田慶次）
- 第2次超級機器人大戰Z 破界篇（克羅烏·布魯斯托）
- 時空幻境 世界傳奇 閃耀神話3（日语：テイルズ オブ ザ ワールド レディアント マイソロジー2）（斯巴達·貝魯福爾瑪）
- 網球王子 心動野外生存 海與山的Love Passion（芥川慈郎）
- 女神異聞錄 惡魔倖存者（遊手好閒風之男〈洛基〉）
- 緋色的碎片 新玉依姬傳承 ―Piece of Future―（諏訪恭介、諏訪鐵平）
- 最終幻想XIII-2（達迪熊）
- 無雙OROCHI 2（前田慶次、佐佐木小次郎）
- 浪客劍心 再閃（相樂左之助）

2012年
- 聖靈家族 -幽靈船的魔術師-（約書亞[64]）
- 幻想水滸傳 交織的百年之時（日语：幻想水滸伝 紡がれし百年の時）（拉斯卡里斯·李維斯）
- 快打旋風 X 鐵拳（布蘭卡）
- 戰國無雙 Chronicle 2nd（前田慶次[65]）
- 第2次超級機器人大戰Z 再世篇（克羅烏·布魯斯托）
- 純真傳奇R（斯巴達·貝魯福爾瑪[66]／杜蘭達爾[67]）
- 時空幻境 英雄傳奇（日语：テイルズ オブ ザ ヒーローズ ツインブレイヴ）（斯巴達·貝魯福爾瑪[68]）
- PROJECT X ZONE（薩貝爾·札洛克[69]）
- 無雙OROCHI2 Special（前田慶次、佐佐木小次郎）
- 無雙OROCHI2 Hyper（前田慶次、佐佐木小次郎）
- 浪客劍心 完醒（相樂左之助[70]）

2013年
- 超級機器人大戰Operation Extend（卡爾·李希登·修巴魯兹）
- 無雙OROCHI2 Ultimate（前田慶次、佐佐木小次郎）

2014年
- 終極快打旋風IV（布蘭卡[71]）
- 機動戰士鋼彈 SIDE STORIES（弗特·羅姆菲洛）
- 戰國無雙 Chronicle 3（日语：戦国無双 Chronicle 3）（前田慶次[72]）
- 戰國無雙4（前田慶次、佐佐木小次郎[73]）
- 任天堂明星大亂鬥3DS/Wii U（甲賀忍蛙、蓋諾賽克特）
- 時空幻境 世界傳奇 夢想尤尼提亞（日语：テイルズ オブ ザ ワールド タクティクス ユニオン）（斯巴達·貝魯福爾瑪[74]）
- 不可思議的幻想鄉3（上田屋店主、霖之助機器人Mk-II YU-Edition）

2015年
- 新網球王子「go to the top」（芥川慈郎）
- 超級機器人大戰BX（天河明人）
- 第3次超級機器人大戰Z 連獄篇、天獄篇（克羅烏·布魯斯托）
- 不可思議的幻想鄉 -THE TOWER OF DESIRE-（霖之助機器人Mk-II YU-Edition）
- PROJECT X ZONE 2：BRAVE NEW WORLD（日语：PROJECT X ZONE 2:BRAVE NEW WORLD）（索德、薩貝爾·札洛克）

2016年
- SD鋼彈 G世代 GENESIS（弗特·羅姆菲洛）
- 女友伴身邊（惡神主[75]）
- 逆轉奧賽羅尼亞（羅蘭）
- Pokémon TRETTA（日语：ポケモントレッタ）（小智的甲賀忍蛙／小智甲賀忍蛙）
- 大和編年史創世（五右衛門[76]）

2017年
- 快打旋風II -The Final Challengers-（布蘭卡）
- 超級機器人大戰X-Ω（日语：スーパーロボット大戦X-Ω）（天河明人）
- 超級機器人大戰V（天河明人）

2018年
- 快打旋風V Arcade Edition（布蘭卡）
- 時空幻境 鏡光傳奇 Mirrage Prison（日语：テイルズ オブ ザ レイズ）（斯巴達·貝魯福爾瑪[77]）
- 任天堂明星大亂鬥 特別版（甲賀忍蛙）
- 星海遊俠：回憶（日语：スターオーシャン:アナムネシス）（古羅德·C·肯尼）

2019年
- 超級機器人大戰T（天河明人）
- 超級機器人大戰DD（天河明人）
- SD鋼彈 G世代 CROSSRAYS（傑斯·里布爾）

### 廣播劇CD
- 亞克傳承III 瑪希雅的決意（日语：アークザラッドIII）（魯茲·卡內克）
- IDOLISING！偶像擂台（日语：アイドライジング!）（木村遊學）[注 9]
- （葛之葉）
- 前世今生（橋本浩志）
- 草莓100%（外村弘）
- WIWI days（日语：ういういdays）（佐藤哲平）
- 巫術 CD廣播劇I ～Hrathnir異聞～（尤提）
- EREMENTAR GERAD The original（龍威）
- 櫻蘭高校男公關部（貓澤梅人）
- 丸少爺「月光町之歌」（黃助）
- 頭文字D 番外編 甩尾王青春塗鴉（土屋圭市）
- 風之歌 星之道路系列（索德）
- 吸血姬美夕 CD劇場IV（青年）
- 機動戰艦撫子號（天河明人）
- 機動戰士鋼彈00系列（比利·片桐）
  - 機動戰士鋼彈00 CD廣播劇特輯 ANOTHER STORY MISSION-2306
  - 機動戰士鋼彈00 CD廣播劇特輯 ANOTHER STORY Road to 2307
  - 機動戰士鋼彈00 CD廣播劇特輯 ANOTHER STORY COOPERATION-2312
- 橙路（火野勇作）
- 你是我的太陽 形象專輯
- KIYO SHOW（日语：キヨショー）系列（手島真光）
  - KIYO SHOW SATELIGHT Platinum（手島真光）
- 光明騎士（奧斯卡·利烏斯）
- 幸運男子 -幸運小子-（日语：幸運男子 -ラッキーくん-#ドラマCD）（斑）
- 魁!! 天兵高校 特別篇（石川淳、拉麵屋店員）
- 鬼眼狂刀系列（十二神將·宫昆羅）
- 式神之城（日语：式神の城）（羅傑·佐助）
- 通靈王系列（轟隆轟隆）
  - 通靈王 原聲形象專輯
  - 通靈王 S.F.O.V II
- JOKER FILE.1 MOON FANTASY（六道里恩）
  - JOKER FILE.1 形象專輯
- JOKER FILE.2 Dream Playing Game（六道里恩）
- 心靈調査室OFFICE麗（日语：心霊調査室OFFICE麗）（宮城祐太）
- 好厲害啊!! 勝先生（日语：セクシーコマンドー外伝 すごいよ!!マサルさん） 原聲廣播劇「性感指令社 主題歌」（花中島勝）
- 星海遊俠2 二次進化系列（古羅德·C·肯尼）
- 快打旋風ZERO3 廣播劇專輯（巴洛克、布蘭卡（日语：ブランカ (ストリートファイター)））
- 秀逗魔導士VS魔術士歐菲 ～史上最遭的邂逅～（ヴォイム）
- 空之境界（秋巳大輔）
- 「Danza（日语：Danza）」PLUS「COPPERS（日语：COPPERS）」（拉斯）
- 純真傳奇 廣播劇CD（斯巴達·貝魯福爾瑪）
- 網球王子系列
  - THE BEST OF RIVAL PLAYERS XII JIRO AKUTAGAWA（芥川慈郎）
  - BRAND NEW DAY（番石榴三人組（日语：テニスの王子様の声優ユニット#3グァバトリオ））
  - BRAND NEW DAY（番石榴三人組／芥川慈郎）
- 天才家族公司（日语：天才ファミリー・カンパニー）（有吉太郎）
- 天使禁獵區（加藤故）
- CD廣播劇 Refrain Love 2（日语：リフレインラブ#リフレインラブ2） ～就像有一天我看到了這片天空～（宮之陣）
- 傳說的勇者的傳說（萊納·龍特）
- 電腦戰機Virtual-On（日语：電脳戦機バーチャロン）系列
  - CyberNet Rhapsody（諾布）
  - COUNTERPOINT 009A（諾布）
- 廣播劇專輯 大魔王艾莉絲（亞克）
- 廣播劇CD 時限王子No.10（日语：ALMIGHTY×10）（秋乃嵐）
- 廣播劇CD 出雲傳奇（日语：八雲立つ） 新音盤物語（忌部怜司）
- 尋神的旅途（羅漢）
- 惡靈古堡2 廣播劇專輯 ～存活下來的女人艾達·王～（菲利浦）
- 花咲Komachi-Girls（德川信之介）
- HAPPY BOY 廣播劇CD （雷歐）
- HAPPY BOY 歌唱精選輯（雷歐）
- Barico 子貓狂詩曲 -kitten rhapsody-（諾亞）
- 壹（托爾）
- 吹奏吧！嘉卡（日语：ピューと吹く!ジャガー） 廣播劇CD （比利）
- FOOKIES E1（八）
- 花漾人生（俊平）
- 放學後的湯姆·索亞（日语：放課後シリーズ#CD）（秋月賢一）
- 方言戀愛 第3卷（國武美斗）
- 神奇寶貝系列
  - 神奇寶貝緊張刺激的接力賽（日语：ポケモンはらはらリレー）「小剛的樂園」（小剛）
  - 積極樂觀的火箭隊！（日语：前向きロケット団!）（果然翁）
- 星之Pilot（日语：星のパイロット）（查理·張）
- Mr.FULLSWING強棒出擊（御柳芭唐）
- 女神異聞錄Persona（稻葉正男）
- 萌單 傾聽CD（小直）
- 廣播劇CD 藥師寺涼子怪奇事件簿（岸本明）
- 男校戀愛遊戲 廣播劇CD（西條秀貴）
- 純愛手札（早乙女好雄）
  - 月刊純愛手札系列
  - 更多！純愛手札系列
  - （本人名義歌唱）
  - 100%的自己（早乙女好雄專輯）
- 純情房東俏房客（浦島景太郎）

### BLCD
- WEST END5（哈維）
- SE SPECIAL COLLECTION ～LEVEL-C,WEST END&G2（永橋南海人、朋友A、工作人員）
- 男友系列3 Little Romance（怜二）
  - 男友系列2 他的秘密（怜二）
- 將幸福送給你 ～把綠找出來！～（大澤俊行）
- JACKIN（肯）
- 喜歡就是喜歡系列（淺香奏司、梅谷教諭）
- （新庄涉）
- SOLID LOVE（王子澤惠）
- 廣播劇CD P.B.B -Play Boy Blues-（菱谷忍）
- PLEASE，波麗士先生！（千葉直行）
- 每日晴天！（魚店的達也）
  - Vol.2 
  - Vol.4 
  - Vol.4.5番外篇 
  - Vol.5 
  - Vol.6
- MOMOCAN（裕人／一也）
  - MOMOCANII（雷鬼）

### 外語配音

#### 電影
- 安娜與世界末日（英语：Anna and the apocalypse）（亞瑟·薩瓦吉〈保羅·凱伊（英语：Paul Kaye）〉[78]）
- 鬼馬狂想曲（雞泡〈陳小春〉）
- 賭神2（蕭方方〈梁家輝〉）
- 宙斯之子：赫拉克勒斯（少年）
- 到底是誰搞的鬼（德瑞克〈班傑明·布朗（英语：Benjamin Brown (actor)）〉）※DVD版。
- 錦繡前程（林超榮〈張國榮〉）
- 駭客任務（滑鼠〈麥特·道倫（英语：Matt Doran）〉）※影碟版。
- POKÉMON 名偵探皮卡丘（木守宮[79][80]）
- 週末夜狂熱（鮑比〈貝瑞·米勒（英语：Barry Miller (actor)）〉）※DVD新錄製版[注 10]。
- 魔法一點靈（英语：Simply Irresistible (film)） ※VHS版。
- 超新星（英语：Supernova (2000 film)）（班傑明·索托瑪約〈維爾遜·克魯茲（英语：Wilson Cruz）〉）
- 魔鬼命令：重返戰場（花枝男）

#### 電視影集
- 歡樂家庭（Whity）
- 蜂蜜幸運草（森田忍／任森田〈彭于晏〉）
- 愛卡莉
- 大海的女兒（英语：Ocean Girl）（傑森〈大衛·霍福林（英语：David Hoflin）〉）

#### 動畫
- HCA The Fairytale（日语：アンデルセン・ストーリーズ）（雪人）
- 嗨嗨帕妃亞美由美（3000年的Yumi）
- 入侵美國（大衛·卡特〈麥奇·凱利（英语：Mikey Kelley）〉）
- 悍胃戰士（英语：Ozzy & Drix）（奧齊〈菲爾·拉瑪〉）
- 忍者龜 (2003年電視動畫)（多那太羅〈山姆·雷格爾（英语：Sam Riegel）〉）

### 特攝影集
1993年
- 特搜機器人Janperson（機器人安吉拉的聲音）

2000年
- 冒險！機械喇叭號（日语：ぼうけん!メカラッパ号）（艾略基歐、硫胺素的聲音）

2018年
- 快盜戰隊魯邦連者VS警察戰隊巡邏連者（戴斯特拉·瑪裘的聲音）

### 廣播節目
- 上田祐司的放學後美好俱樂部（主持人）
- 網路廣播 放寒假了！搞笑漫畫日和（主持人）
- 網球王子 ON THE RADIO（日语：テニスの王子様 オン・ザ・レイディオ）（芥川慈郎&桃城武）

### 廣播劇
- VOMIC 學園爆笑王（日语：べしゃり暮らし）（辻本潤）
- 橙路（火野勇作）
- 老師的時間（工藤雄一）
- 傳說的勇者的傳說（萊納·龍特）
- 純愛手札（早乙女好雄）
- HAPPY BOY（雷歐）

### 電視節目
NHK系列
- NHK教育
  - 畢達哥拉斯裝置（日语：ピタゴラスイッチ）（蘇）
  - （旁白）
  - 天才兒童MAX YOU （しろのじょう）

- NHK
  - MAG NET ～漫畫、動畫、遊戲GEMBA～（日语：MAG・ネット）（聲音出演）
  - 聲優×怪談 第2夜「黑之怪談」[81]（2019年8月15日）

其它電視台
- 慶祝15週年！神奇寶貝電影名場面超級排行榜特輯!!（武藏的果然翁，東京電視台）
- 改變人生的1分鐘深入好話題（日语：人生が変わる1分間の深イイ話）（聲音出演，日本電視台）
- （旁白，TBS）

### 柏青哥、角子機
- CR銀河天使（日语：CRギャラクシーエンジェル）（達克特·麥亞茲）
- CR FEVER機動戰艦撫子號（日语：CRフィーバー機動戦艦ナデシコ）（天河明人）
- 角子機機動戰艦撫子號（日语：パチスロ機動戦艦ナデシコ）（天河明人）
- 角子機戰國無雙（日语：パチスロ戦国無双）（前田慶次）
- CR戰國無雙（前田慶次）
- 角子機純愛手札（早乙女好雄）
- CR 新勇者萊汀（日语：REIDEEN）（安藤）
- 角子機魔法護士小麥（麥丸）
- CR 地獄少女（柴田一）

### 廣告
- 第一生命新堂堂人生 花占卜篇（旁白）（電台廣告）
- TAKARA TOMY「韋駄天翔」（電視廣告）
- Seven Net Shopping（日语：セブンアンドワイ）（2006年）（電視廣告）
- 維達·沙宣「新聞主播」篇（電視廣告）
- 搞笑漫畫日和節目宣傳（電視廣告）
- TOYOTA（遊戲旁白）（網路廣告）
- NISSAN「日產N-Link Web繪本」（朗讀、遊戲）（網路廣告）
- Axe（日语：Axe）篇（強尼的聲音／遊戲／旁白）（網路廣告）
- 三井住友信用卡（的聲音）
  - 篇（電視廣告）
  - 篇（電視廣告）
  - 「Fly Away」篇（電視廣告）
  - 篇（電視廣告）
  - 篇（電視廣告）
  - 篇（電視廣告）
  - 篇（電視廣告）
  - 三井住友信用卡（網路廣告）
- 三得利 篇（電視廣告）
- 高木烘焙（日语：タカキベーカリー）（的聲音）（電視廣告）
  - 篇
  - 篇
  - 篇
  - 篇
  - 篇
  - 篇
  - 篇
  - 篇
  - 篇
  - 篇
  - 篇
  - 篇
  - 「登場」篇
  - 篇
  - 篇
  - 篇
  - 「星空」篇
- 角川書店 
- 君☆星（日语：キミ☆スタ）2011 君☆星名作劇場「小紅帽恰恰」篇（電視廣告）
- 日本可口可樂「Happiness Quest」
- 保險窗口集團（日语：ほけんの窓口グループ） 篇（的聲音）（電視廣告）
- 好侍食品 篇（電視廣告）

### 其它
- Jump Festa試映動畫
  - 搞笑漫畫日和（經理、神機器人、宮原一）
  - 科學怪人傳說 -THE ANOTHER TALE OF FRANKENSTEIN-（休理·福拉特萊納）
- 魔法氣泡 SPECIAL（那斯格雷柏、實況）
- 「方言戀愛3」animate 店內解說

## 腳註

## 外部連結
- 上田祐司 （页面存档备份，存于） （日語）－日本電影資料庫
- 上田祐司 （页面存档备份，存于） （日語）－allcinema（日语：allcinema）
- 上田祐司 （页面存档备份，存于） （日語）－KINENOTE
- Yûji Ueda在互联网电影资料库（IMDb）上的資料（英文）
- 上田祐司 Movie Walker （页面存档备份，存于） （日語）
- PomaRancz公式官網的聲優簡介 （页面存档备份，存于） （日語）